# Deep Space Nine

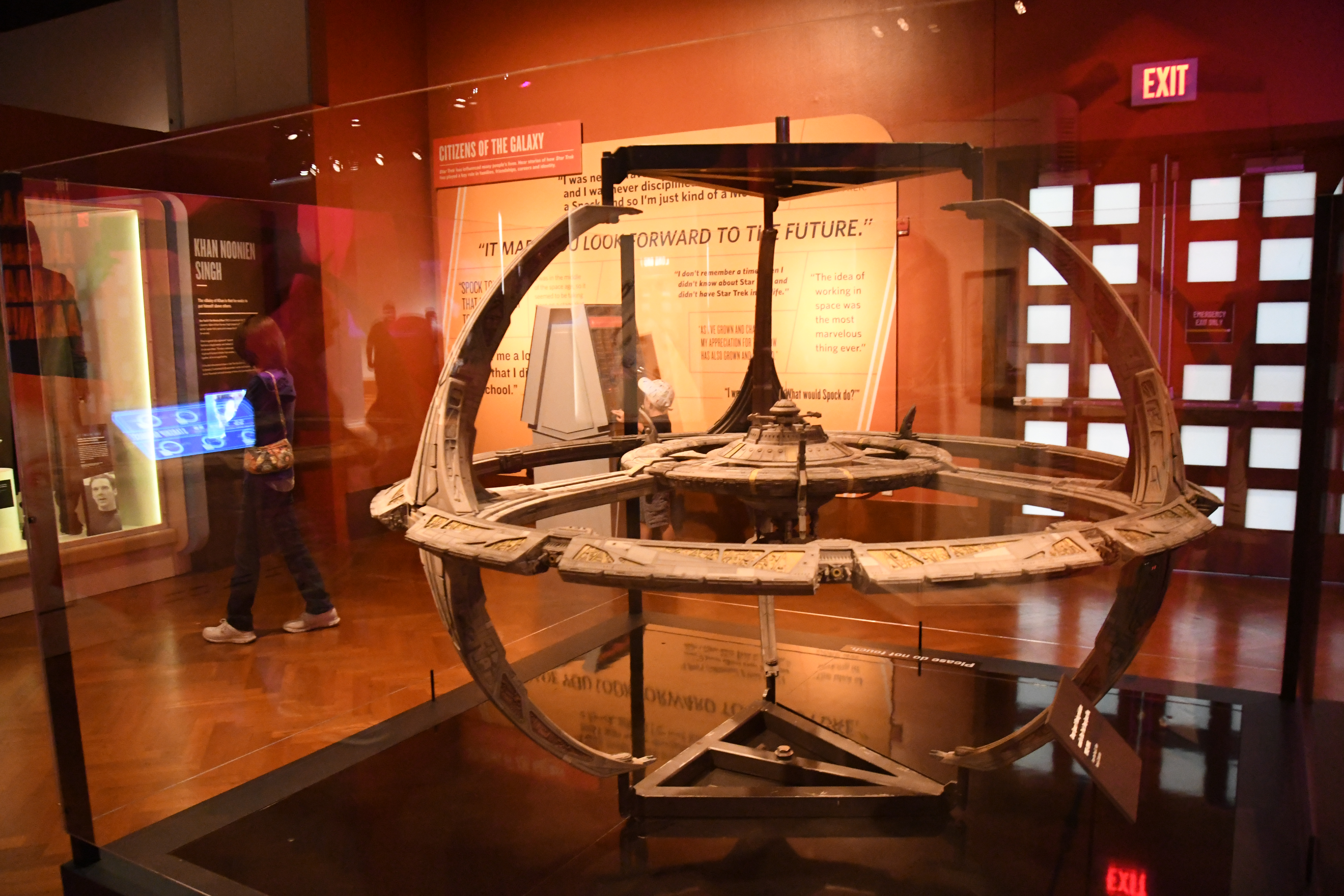
Star Trek: Deep Space Nine 1993-1999

No universo fictício de Star Trek, Deep Space Nine (ou DS9) é uma estação espacial bajoriana na fronteira do espaço da Federação dos Planetas Unidos. Próximo ao planeta Bajor, serve como base para exploração do Quadrante Gama via o buraco de minhoca bajoriano, e como centro de comércio e viagens para setores alienígenas desconhecidos. É administrado por um conjunto formado por uma tripulação da Frota Estelar e oficiais bajorianos. É o porto de algumas naves da Frota e da USS Defiant. A USS Sao Paulo (NCC-75633) foi designada à Deep Space Nine como substituta da USS Defiant após a destruição desta última. A estação e sua tripulação são peça vital nos eventos que envolvem o setor Bajoriano, o buraco de minhoca e a Guerra Dominion.

## Descrição
Deep Space Nine, com mais de um quilômetro em diâmetro, é composta por um extenso anel de atracamento exterior; um habitat interno contendo residências; e um núcleo central contendo o promenade, os reatores de fusão, e o centro de operações. Um grupo de três pilares de atracamento acima e abaixo do anel externo e equidistantes entre si, definem uma forma esférica. Seu design é idêntico ao Empok Nor. Em sua posição atual, na entrada da fenda espacial, a estação fica a três horas de Bajor usando um transporte.
De acordo com The Star Trek Encyclopedia:
"O modelo da estação foi desenhado pelo departamento de arte de Star Trek: Deep Space Nine, especificamente por Herman Zimmerman and Rick Sternbach. Artistas que contribuíram incluem Ricardo Delgado, Joseph Hodges, Nathan Crowley, Jim Martin, Rob Legato, Gary Hutzel, Michael Okuda, e o produtor executivo Rick Berman. A miniatura foi fabricada por Tony Meininger."

## História
Originalmente uma estação cardassiana de mineração e refinaria nomeada "Terok Nor", na órbita de Bajor, foi construída pelo trabalho escravo bajoriano sobre o regime cardassiano em 2351. A estação era comandada por Gul Dukat, o último administrador Cardassiano de Bajor. Foi abandonada logo após o fim da ocupação Cardassiana em 2369; os cardassianos removeram tudo de valor em sua fuga. Antes de 2369 Terok Nor estava em órbita geoestacionária em torno de Bajor; a estação foi transferida para uma órbita solar ao redor B'hava'el em 2369, pouco depois de ter sido recomissionada como Deep Space Nine.

## Universo Espelho
"Terok Nor" também é uma estação espacial no Universo Espelho. Construída sobre a autoridade da Aliança Klingon-Cardassiana em órbita de Bajor (a fenda espacial é desconhecida lá). Em 2370, a estação serve como posto de comando para a Aliança no setor Bajoriano, sob o comando da Intendente Kira Nerys. Também serve como centro de processamento para urídium, minerado em Bajor; as instalações de processamento são mantidas por escravos humanóides.